# Cantharis sucinonigra
Cantharis sucinonigra (лат.) — ископаемый вид жуков-мягкотелок рода Cantharis. Обнаружены в янтаре Европы (Польша, Балтийский янтарь, возраст около 35 млн лет). Мелкие жуки, длина тела 6,0 мм (в основном, чёрного цвета), длина красного пронотума 1,5 мм. Сходен с видом C. nigra De Geer. Вид был впервые описан в 1992 году польским колеоптерологом А. Кушкой Архивная копия от 1 февраля 2017 на Wayback Machine (Antoni Kuśka, 1940—2010; Department of Biological Sciences, Academy of Physical Education Katowice, Катовице, Польша).